# 蜀泮
蜀 泮（しょく はん、ベトナム語：Thục Phán / 蜀泮、生年不詳 - 紀元前208年）は、甌雒の王。開明泮（カイ・ミン・ファン、ベトナム語：Khai Minh Phán / 開明泮）とも。現在の中国の四川省から渡来した。

## 生涯
元は古蜀の王子で、古蜀最後の王であった蘆子覇王の子とされる。紀元前316年に古蜀が秦に滅ぼされた後、流浪の末に現在のベトナム北部のデルタ地帯に到達し、紀元前257年に文郎国を滅ぼして甌雒を建国した。安陽王（ベトナム語：An Dương Vương / 安陽王）を称し、古螺に都を置いた。
紀元前208年、南越国の趙佗に滅ぼされた。